# Râul Valea Comenzii
Râul Valea Comenzii este un curs de apă, afluent al Râului Mic. 